# Nowomykołajiwka (rejon skadowski)
Nowomykołajiwka (ukr. Новомиколаївка) – wieś na Ukrainie, w obwodzie chersońskim, w rejonie skadowskim, siedziba hromady. W 2001 liczyła 3600 mieszkańców, spośród których 3269 wskazało jako ojczysty język ukraiński, 271 rosyjski, 26 mołdawski, 1 węgierski, 6 białoruski, 8 ormiański, 10 romski, 1 niemiecki, a 8 inny.